# Mètode pell a pell

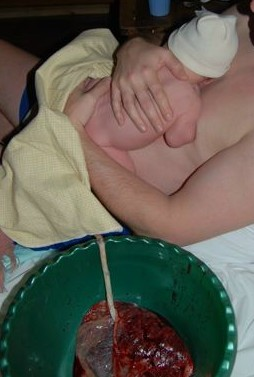
Mètode pell a pell amb el pare.

El mètode "pell a pell" és un procediment d'actuació al part (convencional, instrumentat o per cesària) que consisteix a posar el nounat en contacte amb la pell de la seva mare immediatament després de néixer, durant un mínim de dues hores (temps que correspon al postpart immediat), abans de ser rentat, vestit i mesurat.

## Origen
El contacte del nounat amb la mare és la norma biològica a l'espècie humana. A la majoria de cultures, des de temps immemorials, de manera instintiva les mares prenen els seus fills tan bon punt neixen. Històricament, el contacte estret entre la mare i el seu nadó ha aportat protecció, calor, estimulació social i nutrició al lactant.
Va ser a Europa i altres països occidentals (com Estats Units), al segle xx, que la medicina massiva i en aquell moment moderna va imposar un patró sistemàtic de separació prematura de la mare i el nadó.
La represa d'aquest mètode va venir d'un problema de manca de recursos. Tot va començar a Colòmbia, a la dècada dels 70 del segle xx, quan per diverses raons economicosocials hi va haver un gran increment de la natalitat, que va produir també un pic de parts prematurs, i es van trobar que no tenien prou incubadores per a tots. la solució va ser posar en marxa l'anomenat mètode cangur, que consisteix a mantenir constantment el nadó, un cop estabilitzat, entre els pits de la mare perquè li donés calor de manera natural. No calia que mare i fill es quedessin en un llit a l'hospital, per la qual cosa marxaven a casa seva.
Aquest mètode senzill, natural i poc costós era més còmode per a la mare i pel seu fill, i això es va manifestar en una millor salut del nadó: augment de pes, regulació de la temperatura, regulació del nivell de sucre, establiment d'un vincle amb la mare, i sobretot, una disminució de tots els problemes que presentaven els prematurs ingressats en incubadora, com ara infeccions, mancança afectiva, etc.
El mètode cangur posteriorment s'ha adoptat a hospitals que no tenien problemes de dèficit d'incubadores, alternant mare i incubadora; per considerar-lo millor sempre que altres problemes de salut, de la mare o el fill, ho impedeixin; i va inspirar el mètode pell a pell. L'hospital pioner en posar en funcionament el mètode pell a pell ha estat l'Hospital Joan XXIII de Tarragona amb el Dr. Gómez Papí al capdavant.

## Beneficis
Està demostrat que aquest primer contacte afavoreix els vincles entre la mare i el nadó, ajuda a regular la temperatura i el nivell de sucre del nounat, facilitant una lactància precoç i duradora, ja que el nounat es recupera de l'estrès del part i comença a succionar de forma correcta el pit de la mare quan se sent preparat.

### Reducció de plors, estrès i desesperació
S'ha demostrat una disminució del temps de plor del nen, menys dolor al pit de les mares als primers intents de lactància i menys ansietat. El mètode pell a pell evita el comportament de "protesta-desesperació" que tenen tots els nounats mamífers si se'ls separa de les seves mares en néixer. Un estudi realitzat a Madrid mostra que els nounats amb 90 minuts de contacte pell a pell havien tingut una mitjana de quatre plors en aquest temps, mentre que els nens separats n'havien tingut 41.

### Estabilització de la temperatura
Està demostrat que el contacte pell a pell ajuda a regular la temperatura del nadó de manera natural. El nadó està més calent als braços de la seva mare que amb qualsevol mena de manta en un llitet o en una incubadora. D'una banda, el fe de no estar separat de la seva mare li ajuda a relaxar-se i deixa de contenir la pujada de temperatura del seu cos, que en cas de separació mira de tenir a mínims, per a conservar energia i aspirar a viure sol més temps. D'altra banda, per part de la mare es realitza el que es diu sincronia tèrmica, i que consisteix a variacions de la temperatura del tòrax de la mare fins a aconseguir una temperatura estable al nounat.

### Estabilització del ritme cardíac, respiració i nivells de sucre
La freqüència cardíaca s'estabilitza en contacte amb la mare, la respiració es fa regular i els nivells de sucre s'estabilitzen.

### Lactància
S'ha mostrat que el 63% de nadons que han estat de seguida posats en contacte amb la mare després encaixen bé al seu cos durant la lactància, mentre que només un 22% d'altres nens ho fa.

### Horaris de son
El contacte pell a pell afavoreix els vincles afectius del nounat amb la mare, cosa que a la pràctica es tradueix, per exemple, en que s'estableixen patrons de son que permet al nadó i a la mare dormir al mateix temps i així estar més descansats.

## Efectes adversos
Aquest mètode no té efectes adversos.

## Pell a pell amb la mare
El mètode pot variar una mica a cada hospital, per exemple, en alguns hospitals s'espera a pesar-los a després del pell a pell, o a d'altres el nen hi està una mica menys de temps, o el renta la mare o una llevadora ja sobre el cos de la mare, o es deixa escollir a les mares si volen que el nen porti o no bolquers en aquest moment tan especial.
Per exemple, a l'hospital d'Igualada ho fan així: Quan el nadó neix, li posem una tovallola calenta sobre la panxa de la mare. Hi posem el nadó, l'eixuguem bé i valorem el seu estat general. Li col·loquem un gorret i un bolquer calents per ajudar-lo a mantenir la temperatura i tallem el cordó quan deixa de bategar. Tot seguit el pesem (és l'únic moment què estan separats) i el retornem ja en contacte pell a pell amb la mare, tapat amb dues tovalloles calentes. Un cop acabades totes les cures a la sala de parts, es continua el pell a pell tant durant el trasllat, com a la planta de maternitat, com a mínim durant les dues hores després del naixement. En els casos de parts amb cesària, donat que la mare s'ha de quedar dues hores a la sala de reanimació quirúrgica, és el pare, si ho desitja, qui realitza el contacte pell a pell amb el nadó, establint així un vincle especial, com ho faria la mare.
L'Associació Espanyola de Pediatria recomana el següent protocol per a tots els hospitals i clíniques d'Espanya: primer posar el nen nu i encara no rentat sobre el pit o abdomen de la mare; rentar-lo i assecar-lo amb tovalloletes calentes, sense tocar-li la cara i sense separar-lo en cap moment de la mare; posar-li un gorret i, si la mare ho vol, un bolquer; al cap d'un minut determinar la puntuació d'Apgar; al cap de cinc minuts posar la pinça al cordó umbilical; identificar el nounat sense separar-lo de la mare. La resta d'operacions poden esperar a després del contacte pell a pell, al cap d'una a dues hores sense interrupció.

## Pell a pell amb el pare
El mètode pell a pell es fa, si ella ho vol, amb la mare encara que aquesta estigui sedada amb l'epidural. Hi ha alguns pocs parts amb complicacions però als quals la mare no pot estar immediatament en contacte directe amb el nadó, i en aquest cas es pot fer amb el pare. En el cas del naixement de bessons, el pare fa el contacte de pell amb el primer fill, mentre que la mare ho fa amb el segon. A l'Hospital d'Igualada, per exemple, on el mètode pell a pell va començar a fer-se des de juny de 2008, els vuit primers mesos es va fer a 709 parts, un 2,7% dels quals (19 parts en total) amb el pare i la resta amb la mare.